# Петровский, Пётр Сергеевич
Пётр Сергеевич Петро́вский (бел. Пётр Сяргеевіч Пятроўскі; род. 1988) — белорусский политолог, эксперт белорусского пропрезидентского общественного объединения «Белая Русь», сопредседатель редакционного совета российского интернет-издания Eurasia.expert. В белорусских независимых СМИ характеризуется как провластный политолог.

## Биография
Окончил исторический факультет Белорусского государственного педагогического университета. Научный руководитель — доцент Анатолий Владимирович Кузнецов. После окончания университета поступил в аспирантуру Института философии Национальной академии наук Беларуси, возглавлял «консервативный центр NOMOS». В 2013 году призывал к сближению Беларуси и Украины в связи с общей потребностью в маневрировании относительно России и Евросоюза. В 2014 году критиковал западнорусизм. Через некоторое время стал сопредседателем редакционного совета российского издания Eurasia.expert. В 2016 году интернет-ресурс «InformNapalm» опубликовал переписку, предположительно содержавшуюся в электронной почте российско-украинского журналиста Артёма Бузилы. Согласно этой переписке, Петровский написал по меньшей мере одну статью по заданным тезисам неизвестного российского куратора Бузилы (предположительно — из Администрации президента России), и регулярно готовил для Бузилы информационно-аналитические материалы.
В 2016 году присутствовал на встрече с посетившими Минск лидерами итальянской неофашистской партии «Новая сила» и праворадикальной Британской национальной партии Роберто Фиоре и Ником Гриффином. Петровский охарактеризовал их следующим образом: «прекрасные интеллектуалы, европейские патриоты, консерваторы с большой буквы».
В конце 2010-х годов начал часто появляться в качестве приглашённого эксперта на белорусских государственных телеканалах и в печатных СМИ. По версии газеты «Наша Ніва», государственные телеканалы дают слово Петровскому «для нападок на оппозицию». В 2017 году оскорбительно высказался о защитниках мемориала жертв политических репрессий в Куропатах. Высказывался за обязательную службу в армии перед поступлением в вуз, хотя отметил, что сам не служил. В январе 2021 года Петровский заявил о фальсификации президентских выборов в США. В 2020 году телеканал «Белсат» охарактеризовал Петровского как носителя радикальных левых взглядов, который в числе прочего «ностальгирует по советскому прошлому и мечтает о „Большой Евразии“».
В 2020 году резко критиковал независимых кандидатов в президенты Виктора Бабарико и Светлану Тихановскую, сравнивал сторонников независимых кандидатов с нацистами. Заявлял, что в белорусские выборы пытается вмешаться «Газпром». 9 июля 2020 года присутствовал на закрытой встрече с Александром Лукашенко, по итогам которой написал в Facebook, что под Минском были задержаны сотрудники ГРУ РФ, работавшие в команде Сергея Тихановского. Через некоторое время заявил, что это была шутка, и удалил пост, хотя первоначально прямо подтвердил заявление нескольким журналистам. Одновременно Петровский положительно высказывался о Лукашенко. 9 августа 2020 года 32-летний Петровский высказался о президентских выборах, заявив, что «такой ажиотажной явки я не видел с 1994 года».
По состоянию на 2020 год работает научным сотрудником Института философии Национальной академии наук Беларуси. Эксперт провластного РОО «Белая Русь». В 2020 году стал экспертом Центра изучения и развития континентальной интеграции «Северная Евразия», возглавляемого Алексеем Дзермантом.

## Научная деятельность
Петровский позиционирует себя как философа и историка идей. В 2013—2015 годах опубликовал три научные статьи в Вестнике БГПУ. В 2013 году директор Центра европейских исследований Александр Адамянц подверг критике статью Петровского в поддержку консервативной революции как антиисторическую и неконкретную. Критики отмечали также компилятивный характер работ Петровского.
Соавтор трёх докладов на общественно-политическую тематику (с Алексеем Дзермантом, Андреем Лазуткиным, Вячеславом Сутыриным), член редколлегии сборника материалов конференции «Интеллектуальная культура Беларуси».